# قائمة شخصيات المعلم ومارغريتا
تتضمن هذه القائمة شخصيات رواية المعلم ومارغريتا للأديب الروسي ميخائيل بولغاكوف، بحسب ترتيب الظهور في أحداث الرواية:
- ميخائيل ألكسندروفتش برليوز (ميشا برليوز)

رئيس رابطة الماسوليت الأدبية في موسكو. يموت في الفصل الثالث من الرواية (البرهان السابع).
- إيفان نيقولايفيتش بونيريف (بزدومني)

شاعر ورفيق برليوز، يصاب بالشيزوفرينيا فينقل إلى مصح الدكتور سترافنسكي لعلاجه، وهناك يلتقي بالمعلم.
- فولند

الشيطان الذي يزور موسكو.
- كرفيوف/فاغوت

أحد أفراد حاشية فولند، تابعه ومساعده وأحد مهرجيه، يقوم بعدة مغامرات في موسكو. ويتنكر بصفته مترجماً له.
- أنوشكا

امرأة موسكوفية، تتسبب بموت برليوز بالزيت الذي سكبته عن غير عمد على رصيف الترام. وتتعرض للترويع من قبل حاشية فولند عندما تحاول الاستيلاء على ماسة كان قد أهداها لمارغريتا ووقعت منها خطأ.
- بيلاطس البنطي
- يشوع الغناصري
- مارك كريسابوي
- ديسماس وغستاس وباراباس
- قيافا
- بهيموث/بيغموت
- الشاعر روخين
- أرتشيبالد أرتشيبالدوفيتش
- الدكتور سترافنسكي
- ستيبان بغدانوفتش ليخدييف
- غريغوري دانيلوفتش ريمسكي
- عزازيلو
- نيكانور إيفانوفيتش بوسوي
- إيفان سافيليفيتش فارنوخا
- مصاصة الدماء هيلا

المعلم ومارغريتا لبولغاكوف

الشخصيات: المعلم | مارغريتا | فولند | بيلاطس البنطي | يشوع الغناصري | كرفيوف/فاغوت | بهيموث | إيفان بزودمني

الأمكنة: الشقة رقم خمسين | شارع السادوفايا | مسرح المنوعات | بيت غريباييدف | مصح الدكتور سترافنسكي

الأحداث الهامة: السحر الأسود وفضحه | حفلة الشيطان الكبرى

متعلقات: قائمة شخصيات المعلم ومارغريتا | قائمة الأمكنة في المعلم ومارغريتا